# 真庭市立勝山図書館
真庭市立勝山図書館（まにわしりつかつやまとしょかん）は、岡山県真庭市本郷1819-6にある公共図書館であり、真庭市内に7つある市立図書館のひとつである。真庭市の新設合併に伴い真庭市立図書館のひとつとなったが、合併以前は勝山町立図書館として運営されていた。
2011年度統計によると、蔵書数は30,696冊、年間貸出数は24,635冊となっており、真庭市の図書館の中では蔵書数は久世図書館、蒜山図書館に次ぐ3番目、年間貸出数は久世図書館、北房図書館に次ぐ3番目の規模となっている。
真庭市立中央図書館の開館に伴い2018年3月31日をもって閉館され、現在の蔵書は中央図書館に引き継がれている。

## 施設構造
現在の建物は勝山公民館として使用されていたものである。1階に図書館があり、蔵書検索用PCが1台、インターネット検索用PC（公開端末機）が2台設置されている。
1階は閲覧室、作業室、和室があり、2階は多目的広間として使われている。

## 歴史

### 図書館開館前
1877年（明治10年）4月10日
『読売新聞』に「勝山（美作）の戸数は二千軒ばかり…新聞縦覧所もあり」と報じられており、この時期には勝山に新聞縦覧所があったとされる。
1906年（明治39年）12月～1907年（明治40年）3月
明治39年12月に真庭郡会において図書館設置が議題にあがる。その後、山口県阿武郡立萩図書館等各地の図書館の状況を調査し、当時の真庭郡長であった古谷省三郎により図書館設置が郡会に提案され、郡会で承認される。
1907年（明治40年）3月25日
文部大臣に図書館設置を申請する。
1907年（明治40年）4月22日
文部大臣より図書館設置が認可される。
1907年（明治40年）7月27日
真庭郡告示第14号により図書館回送書庫手続が定められる。
真庭郡告示第15号により図書館蔵書携出手続が定められる。

### 図書館開館後
1907年（明治40年）9月13日
郡立真庭図書館として開館（図書館費総額1,241円、図書購入費800円、蔵書2,500冊）する。
開館にあたり建物は勝山町より真庭郡に寄附された真庭高等小学校の校舎（勝山町字城内96番地）が使われた。住民の便を図る為、郡内の町村に回送書庫も設置された。
1912年（明治45年）5月2日
真庭郡告示第13号により真庭郡立真庭図書館則が改正される。また、当時の記録によれば、蔵書数は洋書51冊、和漢書4,134冊とあり、年間の利用者数は館内4,699人、回送書庫15,483人の計20,182人となっている。
1913年（大正2年）4月8日
真庭郡立真庭図書館職員労務細則が認可される。
1923年（大正12年）
郡制廃止に伴い、管理が私立真庭教育会に移管され私立真庭図書館となる。
1946年（昭和21年）
勝山町営となる。これに伴い名称も勝山図書館に変更となる。
1952年（昭和27年）
名称が町立勝山図書館に変更となる。またこの当時の蔵書数は2,558冊とされている。
1963年 （昭和38年）
当時の統計によれば、蔵書数は一般7,422冊、児童370冊とある。また昭和38年度の利用状況は入館者数13,423人（館内）、15,039人（館外）、利用冊数15,039冊、資料費198,000円となっている。また当時の建物については、勝山町勝山に木造2階建て（156.3m²）とあり、専任の職員が2名おり、20席の閲覧室があったとされる。
1968年（昭和43年）
勝山公民館が大字本郷に新築され、図書館も同館内に移転される。
1978年（昭和53年）3月31日
この時点での蔵書数は12,791冊であり、年間利用者数は4,058名となっている。
1991年（平成3年）7月
図書館ボランティアサークル「麦の穂」サークルが開設される。
2005年（平成17年）3月31日
真庭郡勝山町・湯原町・落合町・久世町・川上村・八束村・中和村・美甘村、上房郡北房町の合併により真庭市が誕生し、同日をもって勝山町は廃止となる。これに伴い、名称も真庭市立勝山図書館となる。
2006年（平成18年）4月1日
真庭市立久世図書館と書籍データの併合を行うと共に、貸出冊数が10冊に変更される。

## サービス
図書館の入館や利用は誰でも可能であるが、館外貸出には利用者カード（真庭市内の全図書館共通）
の登録が必要である。
岡山県立図書館の利用者カードの作成にも対応している。
- 館外貸出
  - 図書：10冊まで14日間
  - 当該期間の末日が休館日の時は、その日以降において最も近い開館日
- 開館時間
  - 平日：9時00分-18時30分
  - 土日：9時00分-17時00分
- 休館日
  - 月曜日
  - 休日（国民の祝日に関する法律（昭和23年法律第178号）に規定する休日）
  - 年末年始（12月29日から1月3日まで）
  - 資料整理期間（年間14日以内）

平成29年11月1日から、岡山連携中枢都市圏・連携市町5市4町の図書館を相互に利用できるようになった。
岡山市、玉野市、備前市、赤磐市、真庭市、和気町、早島町、美咲町、吉備中央町に住んでいる方は、各市町の図書館で図書等を借りることができる。

## 立地
JR姫新線中国勝山駅の北側、旧勝山町の市街地に位置し、真庭市立勝山小学校に隣接している。近くに真庭市立勝山中学校もある。
中国勝山駅から徒歩15分、真庭市コミュニティバスの蒜山・久世ルート系統で「本郷」バス停から南へ徒歩1分の距離にある。
館内には18台分の駐車場があるため、自動車での来館も多い。